# Austrohancockia platynota
Austrohancockia platynota är en insektsart som först beskrevs av Heinrich Hugo Karny 1915.  Austrohancockia platynota ingår i släktet Austrohancockia och familjen torngräshoppor.

## Underarter
Arten delas in i följande underarter:
- A. p. platynota
- A. p. amamiensis